# ECS
Enhanced Chip Set (ECS, Chipset Mejorado) es el nombre utilizado para la versión extendida del chipset original del Commodore Amiga (OCS). Se lanzó en 1990 con el Amiga 3000. Los ordenadores Amiga vendidos en ese año presentaban una mezcla de chips OCS y ECS, e incluso un Enhanced Chipset completo. En 1991 se introduce oficialmente en la gama baja con el lanzamiento del Amiga 500+. El último Amiga en usarlo fue el Amiga 600. Fue sustituido por el chipset AGA (Advanced Graphics Architecture).
La lista completa de los modelos de computadoras Amiga que lo incorporaron es:
- Amiga 3000
- Amiga 3000T
- Amiga 3000UX
- Amiga 2000 rev. C
- Amiga 1500
- Amiga 500+
- Amiga 600

El ECS consiste en 3 componentes: Super Agnus, Super Denise y Paula. Super Agnus y Super Denise son mejoras sobre los originales chips Agnus y Denise.

## Super Agnus
El nombre Agnus viene del inglés address generator (generador de direcciones). Es el chip responsable de controlar el chip RAM. Además procesa las diferentes señales de sincronización de video y contiene los dos coprocesadores gráficos Blitter y Copper. En comparación con el Agnus del OCS, duplica la capacidad del Chip RAM a 2 MB.

## Super Denise
El nombre proviene de Display encoder, y es el chip encargado de manejar las resoluciones. En comparación con el Denise del OCS, mantiene el mismo número de colores (4096) pero además aporta :
- Productivity Mode de 640 x 480 píxeles y 4 colores
- SuperHires de 1280 × 200 o 1280 × 256 píxeles y 4 colores
- Posibilidad de que el Blitter copie regiones mayores de 1024 × 1024 en una sola operación.
- Mostrar sprites en el borde, fuera de la zona de planos de bits

## Paula
El nombre proviene de Peripheral and audio. No sufre cambios respecto del OCS. Este chip se encarga de :
- Lectura y escritura de los disquetes
- Manejo del sonido
- Soporte de monitor VGA
- Conversión analógica/digital.

## Soporte y problemas de compatibilidad
El soporte del ECS comienza con el sistema operativo AmigaOS 2.0. Las nuevas prestaciones son principalmente aprovechadas por el soft de productividad, más que por los juegos. Las prestaciones del Kickstart 2 son utilizadas ocasionalmente por los juegos posteriores, y como ambas tecnologías se solapan ampliamente, algunos usuarios sobreestiman el papel del chipset ECS.
Debido a los cambios algunos juegos no funcionan ya correctamente. Si se le suma el que no se notifica a los programadores las nuevas prestaciones y cambios con suficiente antelación, la producción de soft adaptado al nuevo chipset es escasa.
- Datos: Q1343048